# Seznam rybníků v okrese Pelhřimov
Seznam rybníků v okrese Pelhřimov zahrnuje rybníky, které se nalézají v okrese Pelhřimov. Jsou zde zařazeny vodní plochy, jejichž rozloha přesahuje 5 hektarů či jsou tato vodní díla něčím významná (např. jsou vyhlášena jako chráněné území).

## Seznam
| Vodní plocha            | Obrázek | Rozloha (ha) | Vodní tok         | Obec                   | GPS                              | Poznámky                             |
| ----------------------- | ------- | ------------ | ----------------- | ---------------------- | -------------------------------- | ------------------------------------ |
| Dolní Kladiny           |         | 30,5         | Kladinský potok   | Zachotín               | 49°27′20″ s. š., 15°20′19″ v. d. |                                      |
| Horní Kladiny           |         | 24           | Kladinský potok   | Zachotín               | 49°27′2″ s. š., 15°20′5″ v. d.   |                                      |
| Hladov                  |         | 23,7         | Kamenička         | Horní Cerekev          | 49°20′6″ s. š., 15°20′57″ v. d.  |                                      |
| Jistebnický rybník      |         | 12,6         | Hraniční potok    | Horní Cerekev          | 49°20′48″ s. š., 15°20′50″ v. d. |                                      |
| Hadina                  |         | 12           | Pstružný potok    | Humpolec               | 49°33′16″ s. š., 15°21′59″ v. d. |                                      |
| Hříběcí rybník          |         | 10,7         | Pstruhovec        | Horní Cerekev          | 49°18′58″ s. š., 15°17′58″ v. d. |                                      |
| Tuksa                   |         | 10,5         | Hejnický potok    | Humpolec               | 49°29′14″ s. š., 15°23′49″ v. d. |                                      |
| Valcha                  |         | 7,2          | Trnava            | Cetoraz                | 49°27′35″ s. š., 14°56′11″ v. d. |                                      |
| Pelhřimov (Pelhřimák)   |         | 7            | Křivoláčský potok | Bratroňov              | 49°35′44″ s. š., 15°25′51″ v. d. | [ 1 ]                                |
| Zámecký rybník          |         | 6,7          | Jihlava           | Horní Cerekev          | 49°19′1″ s. š., 15°19′45″ v. d.  |                                      |
| Samson                  |         | 6,8          | nepojmenovaný     | Nová Buková            | 49°19′53″ s. š., 15°17′51″ v. d. |                                      |
| Sýkora                  |         | 6,4          | Hejnický potok    | Staré Bříště           | 49°29′30″ s. š., 15°23′5″ v. d.  |                                      |
| Dvořiště                |         | 5,1          | Kejtovský potok   | Obrataň                | 49°25′25″ s. š., 14°58′35″ v. d. |                                      |
| Skalický rybník         |         | 5            | nepojmenovaný     | Kámen                  | 49°25′45″ s. š., 15°0′20″ v. d.  |                                      |
| Krčil                   |         | 3,92         | nepojmenovaný     | Počátky                | 49°17′34″ s. š., 15°15′42″ v. d. | přírodní rezervace                   |
| Rybník Pařez            |         | 2,77         | Meziklaský potok  | Kaliště                | 49°36′24″ s. š., 15°19′6″ v. d.  | přírodní rezervace                   |
| Rybník Starý            |         | 3,29         | Hraniční potok    | Horní Cerekev          | 49°21′14″ s. š., 15°20′34″ v. d. | přírodní rezervace                   |
| Pstruhovec              |         | 0,68         | Žirovnice         | Častrov                | 49°19′15″ s. š., 15°9′45″ v. d.  | přírodní památka                     |
| Rybníček u Starých Hutí |         |              | Huťský potok      | Těmice                 | 49°20′29″ s. š., 15°2′2″ v. d.   | přírodní památka                     |
| Nový rybník             |         |              | nepojmenovaný     | Horní Ves              | 49°16′43″ s. š., 15°18′54″ v. d. | přírodní rezervace                   |
| Ivaniny rybníčky        |         |              | Kladinský potok   | Proseč pod Křemešníkem | 49°24′22″ s. š., 15°18′15″ v. d. | přírodní památka soustava 3 rybníčků |